# ياسوج
ياسوج هي مدينة وعاصمة محافظة كهكيلويه وبوير أحمد في إيران. بلغ عدد سكانها في تعداد عام 2006 حوالي 96786 نسمة ، يتألفون من 20297 أسرة. تقع ياسوج على العديد من التلال على ارتفاع 1870 مترًا فوق مستوى سطح البحر. يتحدث سكانها المنطقة اللغة اللرية.
ياسوج هي مدينة صناعية في جبال زاغروس جنوب غرب إيران.  يوجد في ياسوج مصنع لمعالجة السكرومحطة طاقة تعمل بحرق الفحم لتوليد الكهرباء للمنطقة.
في فصل الشتاء ، تتساقط الثلوج بكثرة في هذه المدينة وتظل معظم المناطق المحيطة والمرتفعات مغطاة بالثلوج لفترة طويلة. مؤخرا في ياسوج وفي قرية مجاورة تم اكتشاف النفط الخفيف كما تم اكتشاف الغاز الطبيعي في هذه المناطق.[بحاجة لمصدر]

## تاريخ
كانت مدينة ياسوج مأهلولة بالسكان منذ العصر البرونزي . عُثر فيها على آثار قديمة مثل موقع تلال الشهداء (الذي يعود تاريخه إلى الألفية الثالثة قبل الميلاد) وتل خسروي (في عصر الإمبراطورية الأخمينية). كانت هذه المنطقة هي المكان الذي اقتحم فيه الإسكندر الثالث المقدوني وقواته المقدونية البوابات الفارسية ، وشقوا طريقهم إلى قلب الأراضي الفارسية (331 قبل الميلاد). 

## المناخ
يظهر الجدول التالي التغييرات المناخية على مدار السنة لياسوج:
| البيانات المناخية لـياسوج            | البيانات المناخية لـياسوج | البيانات المناخية لـياسوج | البيانات المناخية لـياسوج | البيانات المناخية لـياسوج | البيانات المناخية لـياسوج | البيانات المناخية لـياسوج | البيانات المناخية لـياسوج | البيانات المناخية لـياسوج | البيانات المناخية لـياسوج | البيانات المناخية لـياسوج | البيانات المناخية لـياسوج | البيانات المناخية لـياسوج | البيانات المناخية لـياسوج |
| الشهر                                | يناير                     | فبراير                    | مارس                      | أبريل                     | مايو                      | يونيو                     | يوليو                     | أغسطس                     | سبتمبر                    | أكتوبر                    | نوفمبر                    | ديسمبر                    | المعدل السنوي             |
| ------------------------------------ | ------------------------- | ------------------------- | ------------------------- | ------------------------- | ------------------------- | ------------------------- | ------------------------- | ------------------------- | ------------------------- | ------------------------- | ------------------------- | ------------------------- | ------------------------- |
| الدرجة القصوى °م (°ف)                | 18.8 (65.8)               | 20.6 (69.1)               | 24.0 (75.2)               | 29.6 (85.3)               | 34.4 (93.9)               | 39.6 (103.3)              | 40.4 (104.7)              | 39.5 (103.1)              | 36.5 (97.7)               | 31.0 (87.8)               | 25.0 (77.0)               | 23.0 (73.4)               | 40.4 (104.7)              |
| متوسط درجة الحرارة الكبرى °م (°ف)    | 8.3 (46.9)                | 10.5 (50.9)               | 14.4 (57.9)               | 20.7 (69.3)               | 26.9 (80.4)               | 32.6 (90.7)               | 35.1 (95.2)               | 34.8 (94.6)               | 31.1 (88.0)               | 24.7 (76.5)               | 17.3 (63.1)               | 11.8 (53.2)               | 22.3 (72.2)               |
| المتوسط اليومي °م (°ف)               | 3.2 (37.8)                | 5.0 (41.0)                | 8.7 (47.7)                | 14.0 (57.2)               | 19.0 (66.2)               | 23.8 (74.8)               | 26.7 (80.1)               | 26.3 (79.3)               | 22.3 (72.1)               | 16.6 (61.9)               | 10.5 (50.9)               | 6.2 (43.2)                | 15.2 (59.4)               |
| متوسط درجة الحرارة الصغرى °م (°ف)    | −2.0 (28.4)               | −0.5 (31.1)               | 2.9 (37.2)                | 7.3 (45.1)                | 11.1 (52.0)               | 14.9 (58.8)               | 18.6 (65.5)               | 17.7 (63.9)               | 13.5 (56.3)               | 8.5 (47.3)                | 3.7 (38.7)                | 0.5 (32.9)                | 8.0 (46.4)                |
| أدنى درجة حرارة °م (°ف)              | −19 (−2)                  | −12.4 (9.7)               | −5.5 (22.1)               | −2.8 (27.0)               | 3.6 (38.5)                | 8.8 (47.8)                | 12.6 (54.7)               | 11.4 (52.5)               | 5.8 (42.4)                | 2.6 (36.7)                | −4.4 (24.1)               | −11 (12)                  | −19 (−2)                  |
| الهطول مم (إنش)                      | 178.3 (7.02)              | 155.9 (6.14)              | 165.8 (6.53)              | 65.0 (2.56)               | 14.7 (0.58)               | 0.6 (0.02)                | 1.2 (0.05)                | 1.8 (0.07)                | 0.4 (0.02)                | 11.1 (0.44)               | 65.0 (2.56)               | 205.1 (8.07)              | 864.9 (34.06)             |
| متوسط أيام هطول الأمطار (≥ 1.0 mm)   | 10.2                      | 8.7                       | 9.6                       | 6.1                       | 1.8                       | 0.2                       | 0.4                       | 0.4                       | 0.1                       | 1.5                       | 5.1                       | 8.6                       | 52.7                      |
| متوسط الرطوبة النسبية (%)            | 71                        | 64                        | 57                        | 51                        | 38                        | 27                        | 26                        | 26                        | 26                        | 36                        | 52                        | 64                        | 45                        |
| ساعات سطوع الشمس الشهرية             | 183.9                     | 189.2                     | 212.7                     | 240.2                     | 320.6                     | 358.5                     | 343.5                     | 329.7                     | 314.2                     | 286.1                     | 218.9                     | 193.3                     | 3٬190٫8                   |
| المصدر: Synoptic Stations Statistics |                           |                           |                           |                           |                           |                           |                           |                           |                           |                           |                           |                           |                           |